# Дредноут (тип корабля)

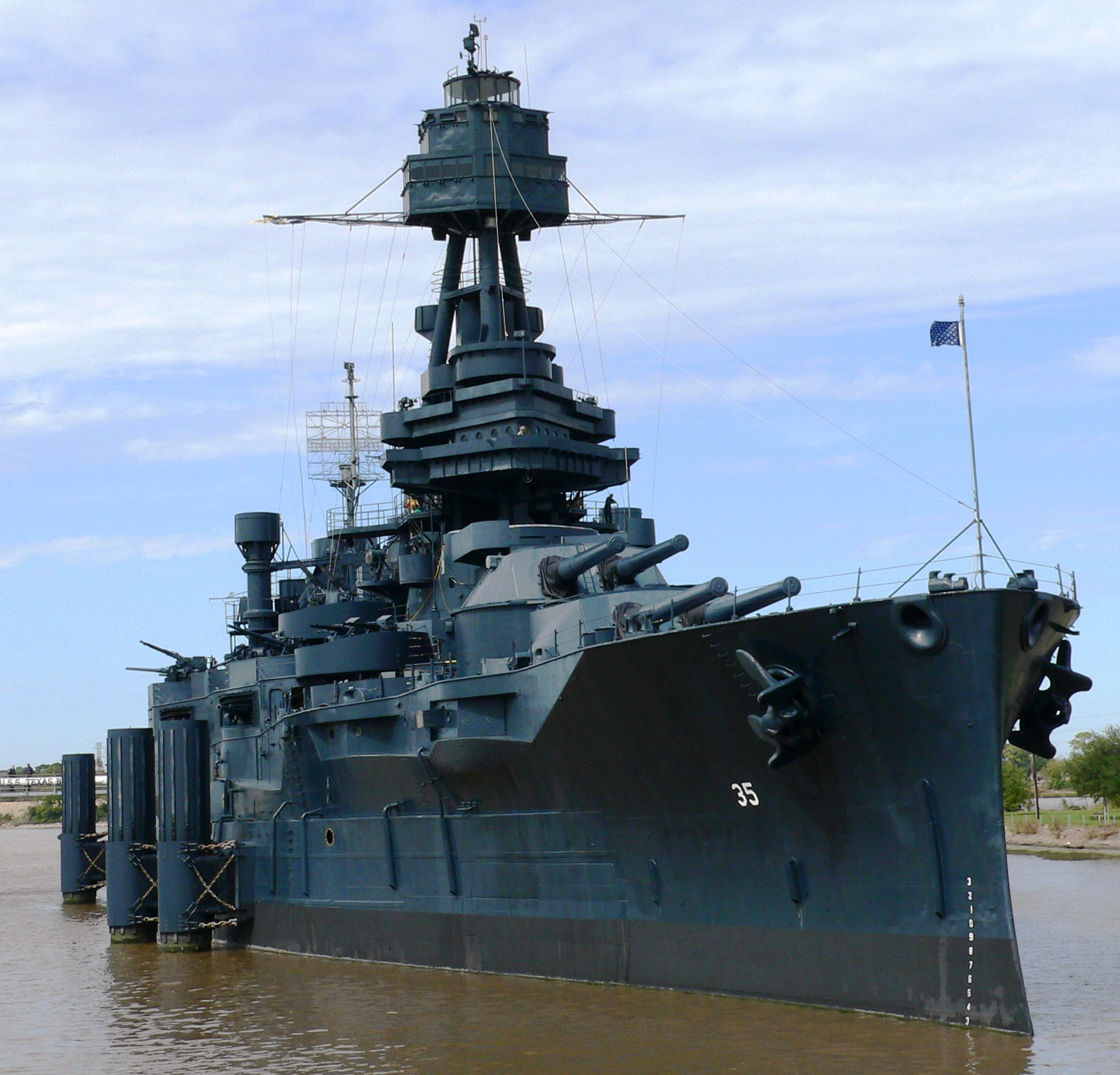
Найстаріший збережений дредноут, BB-35 «Техас», спущений на воду в 1912 році

Дредноут (англ. dreadnought — «безстрашний», за назвою першого корабля цього типу Dreadnought) — покоління артилерійських військових кораблів, яке з'явилося на початку ХХ століття, характерною особливістю яких було те, що вся корабельна артилерія була єдиного великого калібру (all-big-gun). Цим дредноут відрізнявся від своїх попередників, які були озброєні артилерією різних калібрів.
У широкому розумінні термін «дредноут» може застосовуватися до кораблів різних типів, яким притаманна ця особливість (лінійних кораблів, лінійних крейсерів, важких крейсерів тощо), однак найчастіше це поняття асоціюється з лінійним кораблем і є синонімом лінійного корабля першої чверті XX століття. Останній у світі дредноут — «Венгард» — був побудований у Великій Британії в 1946 році і служив до кінця 1950-х років.

## Історія
Принцип «тільки великі гармати» (англ. all-big-gun) був не новий. Ще в епоху дерев'яних вітрильних кораблів саме так були озброєні лінійні кораблі, батареї яких складалися зі 100 і більше гармат однакового калібру. Цілком відповідали цьому принципу й перші батарейні броненосці 1860-х років. Навіть спущений на воду в 1864 році англійський баштовий панцерник «Роял Соверен» розташуванням і складом артилерії передбачив архітектуру майбутніх дредноутів — його п'ять найпотужніших за мірками свого часу 266-мм гармат розташовувалися в чотирьох баштах (дві з них у носовій), встановлених у діаметральній площині корабля. Проте надалі еволюція панцерників пішла іншим шляхом — спочатку в бік зменшення всієї артилерії до кількох «гармат-монстрів» калібру до 18"/460 мм, короткоствольних, з поганою балістикою. Вони були розроблені на пробивання суцільним бронебійним снарядом броні найбільшої товщини в ближньому бою.
Зважаючи на це, безпосереднім попередником дредноута виявився ескадрений панцерник зі змішаним озброєнням: у класичному варіанті такий корабель ніс чотири 12"/305-мм гармати у двох обертових баштах і батарею з 12-16 «швидкострільних» патронних (використовували унітарний постріл) чи мали роздільно-гільзове заряджання, замість прийнятого на великих гарматах картузного, гармат калібру 6"/152 мм з бортів у казематах і спонсонах (англійська школа) або додаткових баштах (французька школа). 6"-гармати мали високу швидкострільність і точність стрільби та могли швидким вогнем зруйнувати неброньовані або легко броньовані частини ворожого корабля, будучи вельми небезпечною зброєю проти існуючих тоді броненосців, у яких захищена неймовірно товстою (400 мм і більше) бронею середина корпусу, цитадель, часто поєднувалась із цілком не броньованими краями. 12"-гармати ж були здатні з великих дистанцій пробивати основний броньовий пояс ворожих лінкорів. Тому наявність на бойовому кораблі гармат двох різних калібрів уявлялася розумним компромісом між швидкострільністю і бронебійністю. В бою кожна гармата перебувала під повним контролем свого командора, ніякого поняття про централізоване управління вогнем не існувало, методики вимірювання відстані були дуже приблизні, а приціли — грубі. У таких умовах ефективність великокаліберних гармат була порівняно невисока через низькі точність і швидкострільність, і якийсь час після своєї появи артилерія середнього калібру вважалася чи не основною силою корабля в реальному бою.
З часом до цього арсеналу було додано «протимінні» гармати калібром зазвичай від 37 до 76, а потім — і до 120 мм, які служили для захисту від носіїв шестових, метальних і саморушних мін (торпед) — мінних катерів, міноносок, міноносців, «мінних крейсерів» та есмінців
В останній чверті XIX століття удосконалення механізмів подачі снарядів та електропривід призвели до підвищення швидкострільності і гармат калібру 8"/203-10"/254 мм, завдяки чому калібр середніх батарей став поступово збільшуватися, впритул наблизившись до головного калібру, при частковому збереженні позитивних якостей середнього калібру. Логічним завершенням цього процесу мала стати поява корабля, при водотоннажності та бронюванні типового панцерника, озброєного однорідною артилерією середнього (8-9") або «проміжного» (10") калібру — на практиці до такого рішення найбільше наблизилися італійці з їх ескадреним панцерником типу «Реджіна Елена», який при водотоннажності в 12 600 тонн ніс лише дві 12-дюймівки в кінцевих одногарматних баштах і 12 8" гармат у двогарматних баштах цитаделі. Передбачалося, що вже на дальній дистанції шквал фугасних снарядів швидкострільних 8-дюймівок послабить противника настільки, що на долю великокаліберних гармат припаде лише його «добивання» пробиттям головного броньового пояса або примушування до здачі в самому кінці бою. У той же самий час і з тим же розрахунком в Росії проєктувалися кораблі з числом середньокаліберних гармат більше двох десятків, при двох 12-дюймовках. Навіть сам адмірал Фішер, майбутній «батько» «Дредноута», у проєкті «Антейкебл», останньому перед «Дредноутом», схилявся до озброєння суто з 16 «проміжних» 10" гармат.
Між тим, гармати великого калібру і їх артилерійські установки в зазначений період також були значною мірою вдосконалені. Так, новітні баштові установки дозволяли заряджати гармати в будь-якому положенні, а не тільки після розвороту в діаметральну площину, а іноді — і при будь-якому куті вертикального наведення, що, при тій же швидкості заряджання самої гармати, дозволило різко підвищити загальну швидкострільність — з одного пострілу за 4-5 хвилин в установках 1880-х років до приблизно 1 пострілу за хвилину на початку XX століття. Крім того, відбулися якісні зрушення у забезпеченні самої стрільби з великокаліберних гармат: введення оптичних прицільних трубок (використані американцями ще в війні 1898 року з Іспанією), базисних Далекомірів і методики коригування вогню за сплесками снарядів дозволили домагатися впевнених влучань на дистанціях, які раніше вважалися недосяжними, а нові снаряди, начинені потужними вибуховими речовинами, дозволили завдавати противнику відчутної шкоди навіть на таких дистанціях, на яких колишні бронебійні снаряди безсило відскакували від захищених товстою бронею бортів. Середземноморський флот Великої Британії під керівництвом адмірала Фішера вже в 1899 році почав відпрацьовувати вогонь на граничну на той час дистанцію в 25-30 кабельтових (4,5—5,5 км). За підсумками стрільб був зроблений висновок, що навіть без будь-якої зміни конструкції самих гармат, суто за рахунок поліпшення підготовки особового складу і впровадження нових способів стрільби, можна вести ефективний вогонь на таку відстань. У найближчому ж майбутньому очікувалося збільшення дистанції вогневого контакту до 7-8 км і більше.
У свою чергу, нова методика коригування вогню в поєднанні з досягненнями в галузі внутрішньо-корабельного зв'язку дозволила керувати стрільбою корабля централізовано з поста головного артилериста, концентруючи вогонь усіх гармат на одній цілі, яка накривалася тепер не окремими снарядами, а відразу всім бортовим залпом, що не тільки істотно підвищувало ймовірність її ураження, але і робило пошкодження набагато тяжчими. Між тим, для ефективного ведення залпового вогню з коригуванням за сплесками снарядів вся артилерія корабля повинна бути однорідною, бо у різнокаліберної артилерії сплески різних калібрів, які ведуть вогонь по одній цілі, змішувалися один з одним, тому не можна було виділити серед них необхідні для коригування вогню «свої». Гармати середнього калібру перетворювалися для лінкора, який був розрахований на бій на дальніх дистанціях, у дорогий баласт, бо віддаль стрільби з них була нижчою, ніж у гармат великого калібру, а ефективно керувати вогнем корабля, який має гармати великого, середнього та «проміжного» калібрів, як деякі з останніх ескадрених панцерників, виявилося взагалі практично неможливо, бо сплески від «проміжних» снарядів для коригувальника нічим не відрізнялися від сплесків 12-дюймових.
Експерименти, проведені на кораблях «Вікторіес» і «Венеребл», також показали необхідність для стрільби на великі дистанції однорідної артилерії з централізованим управлінням залповим вогнем:
Були зроблені сотні залпів і витрачено багато вугілля і енергії, щоб довести абсолютно очевидний факт: не можна вести ефективний вогонь на далекі відстані з потужних батарей сучасного військового корабля за старою схемою, як кому заманеться. Тільки науково обґрунтоване централізоване управління стрільбою може відповідати сучасним вимогам.
Ідея створення принципово нового швидкохідного і чудового за своєю вогневою потужністю панцерного корабля належить італійському інженеру-кораблебудівнику Вітторіо Куніберті, який у 1902 році представив своєму уряду проєкт корабля водотоннажністю 17000 тонн з потужним бортовим броньовим поясом завтовшки 12 дюймів (305-мм), озброєного десятьма 12-дюймовими (305-мм) гарматами. Однак, в Італії тоді не було виділено необхідних коштів на будівництво такого корабля. Тоді Куніберті поділився своєю ідеєю з видавцем щорічного довідника «Бойові кораблі», англійцем Фредом Т. Джейном, який у 1903 році опублікував у своєму виданні статтю Куніберті: «Ідеальний лінкор для британського флоту».
Вже в 1903 році італійський кораблебудівник Куніберті створив проєкт «ідеального броненосця» з дванадцятьма 12" гарматами, 12" бронею головного поясу і 24-вузловим ходом, писав:
Якщо удар снаряда по броні похилий і відстань велика, нам слід прийняти калібр 12", якщо ми хочемо бути абсолютно впевненими в потопленні противника, зробивши влучання лише по його ватерлінії. Але заряджаються такі гармати ще дуже повільно, хоча останнім часом вони удосконалювалися. Крім того, ймовірність влучання в броньовий пояс мала. Виходячи з цього, у нашому ідеальному, надзвичайно потужному кораблі ми повинні збільшити число 12" гармат настільки, щоб бути здатними досягти хоча б одного фатального для ворога влучання в броньовий пояс по ватерлінії. Причому, перш ніж він буде мати шанс зробити схожий, вдалий постріл по нас з чотирьох великих гармат, які є зараз звичайним головним озброєнням… Без зайвої витрати снарядів, покладаючись на свїй чудовий захист, зі своїми дванадцятьма гарматами, такий лінкор міг би без зволікання накрити свого супротивника нищівним перехресним вогнем.
Як видно, напрям думок італійця відрізнявся від того, яким користувалися англійці в якості основи типу майбутнього «Дредноута», хоча результат був дуже схожий, за винятком збереження в проєкті Куніберті порівняно невеликої батареї середнього калібру.
Бойовий досвід російсько-японської війни ж, у якій японці широко застосовували концентрацію на одній цілі вогню не тільки всіх гармат одного корабля, але і всіх кораблів одного загону, дав остаточну і цілком однозначну відповідь — подальшого підвищення вогневої потужності можна досягти збільшенням вогню артилерії головного калібру. Причому навіть 12" калібр гармат виявився фактично недостатнім для гарантованого ураження сучасного важкого панцерного корабля, який мав куди повніше і гармонійніше бронювання порівняно з проєктами останньої чверті XIX століття: в Цусімському бою жоден з новітніх панцерників типу «Бородіно» не отримав наскрізного пробиття броньового пояса; загибель «Бородіно», «Суворова» і «Олександра III» була викликана іншими причинами (підводні вибухи торпед, пожежі з наступним вибухом погребів, помилки екіпажу тощо), причому всі вони продемонстрували приголомшливу бойову живучість, навіть після повної втрати боєздатності тримаючись на воді протягом багатьох годин, на відміну від старших «напівпанцерників» типу «Ослябя» — «Пересвєт» та заброньованих за «англійською» системою панцерників типу «Перемога», які мали ніс і корму без броні. Вогонь 10" гармат, не кажучи вже про ще легші, був визнаний абсолютно недієвим — аж до того, що задимлення від пострілів середнього калібру заважало стрільбі головного калібру, зводячи нанівець всі його переваги стосовно швидкострільності і точності:
Хоча 10" гармати «Пересвєта» і «Перемоги» були 45-го калібру [помилка перекладача; треба: мали довжину дула в 45 кал.]  і могли так само стріляти на великі дистанції, як і 12" 40-го калібру на російських панцерниках, ефект ураження від них був менший, ніж ефект від 12" гармат. Постріли з 10" гармат проходили непоміченими, а постріли 8" або 6" гармат на їх фоні взагалі виглядали як стрільба горохом і просто рахувалися. Невисока думка, виражена про 6" і 8" гармати, запобігла озброєнню ними панцерних крейсерів. Тільки 12" і 10" гармати мали вирішальну бойову цінність, а про влучання із гармат меншого калібру майже нічого не повідомлялося. Збільшення бойових дистанцій поклало кінець стрільбі з задушливих своїм димом другорядних гармат. Вони не були варті повномасштабного захисту, бо були не здатні внести вклад в ударну потужність корабля, а для боротьби з міноносцями були занадто великими. Один з вищих японських чиновників стверджував: «Якщо б я був уповноважений замовляти нові кораблі класу «Ніссін», то доклав би всіх зусиль, щоб вони були озброєні тільки 12-дюймовими гарматами 50-го калібру». Висока оцінка стрільби росіян склалася завдяки важким гарматам. До моменту, коли 6" гармати відкрили вогонь, бій уже йшов не на їхню користь. Вважаємо, що результат бою в цей день вирішили важкі гармати, якщо не найважчі.

Схема розташування озброєння «Дредноута»

Першим, по суті експериментальним, і навіть частково паліативним, втіленням у життя принципу all-big-gun став англійський лінкор «Дредноут», який з'явився в 1906 році (закладений в 1904 році, ще до Цусіми), який крім десяти 305-мм гармат (в не цілком вдало розміщених двогарматних баштах від ескадрених панцерників) ніс лише 76-мм протимінні гармати. Ім'я цього корабля, який за своєю вогневою потужністю коштував цілої ескадри «додредноутів», стало загальною назвою для вього класу подібних кораблів. Настільки ж епохальним, як і його озброєння, було також використання на такому великому кораблі паротурбінної силової установки, що вперше в історії дозволило «Дредноуту» йти повним ходом протягом багатьох годин поспіль. О. Паркс вказує, що для кораблів з паровими машинами межею вважалися 8 годин постійного повного ходу, і при цьому їх машинне відділення «перетворювалося на болото» через розпилення води для охолодження і було наповнене нестерпним шумом — у паротурбоходів навіть на повному ходу «все машинне відділення було настільки чистим і сухим, наче корабель стояв на якорі, і не чути було навіть легкого дзижчання».
Кожен «Дредноут» коштував приблизно вдвічі більше, ніж ескадрений панцерник, але при цьому мав над ним принципову перевагу за тактичними якостями — швидкістю, захистом, ефективністю стрільби та здатністю до концентрації вогню артилерії.
У Росії ці нові кораблі назвали «лінкорами», бо єдиним ефективним строєм ескадри при веденні залпового вогню був стрій лінії. Старі ескадрені панцерники також були включені в цей клас, проте після появи «Дредноута» у будь-якому випадку могли вважатися не більше, ніж другосортними кораблями. Варто зазначити, що в більшості інших мов такої різниці не робили; наприклад, в англійській панцерники додредноутного типу, і дредноути називалися однаково — battleship. Кораблі з допоміжною батареєю «проміжного» калібру, такі, як британський HMS Lord Nelson або французький «Дантон», іноді називали «напівдредноутами» (Semi-Dreadnought).
Був потрібен ще деякий час на вироблення оптимального розташування озброєння корабля нового типу — були випробувані і відкинуті, зокрема, ромбоподібне («Дредноут», Велика Британія, 1906); змішане з двох кінцевих башт і двох траверзних, розташованих посередині корабля по діагоналі — en echelon («Нептун», Велика Британія, 1908); з двох кінцевих башт і чотирьох розташованих по кутах чотирикутної цитаделі («Гельголанд», Німеччина, 1908); в діаметральній площині корабля на одній лінії, при якому поздовжній вогонь могли вести тільки по одній башті на ніс і корму («Севастополь», Росія, 1909) — але в кінцевому підсумку зупинилися на лінійно-піднесеному, яке гарантувало і ведення потужного поздовжнього вогню, і хороший захист розташованих посередині корпусу корабля, а не поблизу бортів, башт (закладений ще до отримання відомостей про «Дредноут» і, відповідно, повністю незалежний від нього за концепцією («Мічиган», США, 1906 — мав такий самий бортовий залп, як у «Дредноута», при меншій на дві загальній кількості гармат).
Між тим, вже через п'ять років і «Дредноут», і його численні послідовники виявилися застарілими — їм на зміну прийшли «наддредноути» з їх 13,5" (343 мм) артилерією головного калібру, згодом збільшеною до 15" (381 мм) і навіть 16" (406 мм). Першими наддредноутами заведено вважати британські лінкори типу «Оріон», які також мали посилене бронювання борту. За п'ять років між «Дредноутом» і «Оріоном» водотоннажність збільшилася на 25 %, а вага бортового залпу подвоїлася.
Повною мірою врахувавши недоліки панцерних крейсерів «додредноутного» періоду, які були занадто слабкі для того, щоб на рівних бути включеними в лінійну ескадру, але при цьому занадто дорогі для безпосередньо крейсерства, Фішер паралельно з лінійним кораблем нового покоління виробив і тип відповідного йому «ескадреного», лінійного крейсера: у часи проєкту «Антейкебл» він називався «Анепроучібл», згодом ці роботи вилилися у спірний тип «Інвінсібл», головний корабель якого знайшов свій кінець в Ютландському бою.

## Дредноутна лихоманка
Факт побудови в Англії першого у світі паротурбінного лінкора «Дредноут» поставив всі морські держави перед необхідністю в терміновому порядку розпочати проєктування та побудову аналогічних кораблів для своїх військово-морських сил, оскільки всі побудовані раніше і ті, що перебувають в добудові ЛК (ескадрені панцерники) втратили своє бойове значення. Почалася чергова гонка в області морських озброєнь, спрямована на створення ЛК «дредноутного типу», яка в історії світового військового кораблебудування отримала загальне ім'я: «Дредноутна лихоманка». У цьому суперництві чільні місця відразу ж посіли Англія і Німеччина, розглядаючи один одного в якості найімовірніших противників… До 1900 року англійський флот за кількістю лінійних кораблів вдвічі перевершував німецький (39 проти 19). До 1900 року Англія дотримувалася правила: «мати чисельність флоту, рівну сумі флотів двох наступних за нею морських держав»… Після ухвалення в 1900 році Німеччиною «Закону про флот», її виробничі потужності кораблебудування неухильно зростали і стали наближатися до англійських. Англія, вкрай стурбована стійким зростанням німецького флоту, зробила низку спроб укласти з Німеччиною угоду щодо забезпечення кількісного співвідношення англійських і німецьких лінійних кораблів (3 проти 2). Однак ці переговори, що тривали кілька років, були безрезультатними. 1906 року Англія оголосила, що на закладку кожного нового німецького ЛК вона відповість закладкою двох ЛК дредноутного типу. В умовах, що склалися проєктування та побудову ЛК дредноутного типу були змушені розпочати (напружуючи останні сили) всі європейські морські держави (в тому числі і Росія) з метою збереження свого впливу на морських театрах і зміцнення свого положення на світовій арені. Придбання дредноутів планували навіть Нідерланди та Греція. Однак, в умовах обмеженості своїх кораблебудівних ресурсів, ці держави, згідно з їх військово-морськими доктринами, запланували до закладки мінімально достатню кількість дредноутів, а у разі виникнення військової загрози розраховували на укладення воєнного союзу або з Англією, або з Німеччиною. При цьому військово-морські сили США перебували в особливих, найвигідніших умовах: відсутність явно вираженої погрози з боку якої-небудь з морських держав на тлі неухильного зростання кораблебудівних виробничих потужностей. У цих умовах США отримали унікальну можливість максимально використовувати досвід проєктування зарубіжних дредноутів і резерв часу на проєктування та будівництво своїх лінкорів.

### Особливості розвитку дредноутів на етапі 1906—1913рр.
При проєктуванні дредноутів спочатку виникли труднощі, пов'язані з розміщенням артилерійських башт головного калібру. З одного боку, прагнули забезпечити встановлення максимального числа гармат, які беруть участь у бортовому залпі, з іншого боку — якомога далі рознести башти і артилерійські погреби для забезпечення бойової живучості корабля. В зв'язку з цим на перших дредноутах застосовували різні варіанти розташування башт головного калібру: лінійно-ешелонована, лінійна, лінійно-ступінчаста. Від бортового розташування башт головного калібру, застосованого на першому ЛК «Дредноут», відмовилися у зв'язку з труднощами забезпечення захисту артилерійських погребів від підводних вибухів. Зокрема, на англійських ЛК типу «Кінг Джордж V», «Айрон Д'юк», на німецьких типу «Кеніг», французьких типу «Бретань», на італійських типу «Андреа Доріа» і на всіх американських дредноутах було застосовано лінійно-ступінчасте розташування башт головного калібру, з метою посилення вогню прямо по носі і кормі. При цьому другі башти від носа і корми були встановлені на високі барбети. Надалі, в зв'язку зі збільшенням калібру гармат (до 381-406-мм) — кількість башт головного калібру скоротилася до чотирьох і на всіх ЛК стали застосовувати суто лінійно-ступінчасте розташування башт. У зв'язку із збільшенням живучості міноносців, обумовленим зростанням їхньої водотоннажності, а також у зв'язку зі збільшенням дальності дії торпед, виникла необхідність посилення протимінної артилерії. Замість 76-мм протимінних гармат, встановлених на першому «Дредноуті» відкрито на верхній палубі і на дахах башт головного калібру, стали застосовувати протимінну артилерію збільшеного калібру (102, 120, 130 і навіть 152-мм) з тенденцією розміщення цих гармат в броньованих казематах. Незабаром, з урахуванням росту ймовірності атак авіації противника, на дредноути почали встановлювати зенітні гармати калібром 76-88-мм. Спочатку при проєктуванні дредноутів велике значення стали надавати забезпеченню бойової остійності. У всіх флотах було висунуто вимогу, щоб кораблі, які отримали бойові пошкодження і втратили запас плавучості, занурювалися на рівному кілі, не перевертаючись. У зв'язку з цим, а також з метою підвищення стійкості дредноутів при підводних вибухах, надводний борт по всій довжині захищався броньовим поясом, а корпус всередині раціонально поділявся на відсіки водонепроникними перебірками. На більшості перших дредноутів були встановлені котли зі змішаним і повністю нафтовим опаленням і паротурбінні двигуни, застосування яких, порівняно з паропоршневими машинами, забезпечувало: підвищення потужності на валу; підвищення швидкості повного ходу; підвищення економічності на високих швидкостях ходу; можливість обходитися меншим числом парових котлів; можливість нижчого розміщення паротурбінних машин в корпусі корабля, що забезпечувало надійніший захист всієї енергетичної установки; плавніший режим роботи при відсутності вібрацій; зниження небезпеки перебоїв у роботі енергетичної установки при хитавиці, коли гребні гвинти виходять з води. Паротурбінні двигуни в поєднанні з котлами, здатними працювати на змішаному вугільно-нафтовому і повністю нафтовому опаленні, забезпечили збільшення максимальної швидкості ходу дредноутів будівництва 1914—1918 рр. до 21-22 вузлів, а найшвидкохідніші дредноути розвивали повний хід до 23-25 вузлів. Однак, на відміну від англійців, на перших німецьких дредноутах були встановлені паропоршневі двигуни, а паротурбінні двигуни були вперше встановлені на ЛК типу «Кайзер», які були спущені на воду в 1911—1912 рр. На перших американських дредноутах типу «Мічиган» і «Делавер» і на наступних «Техас» і «Оклахома» також були встановлені паропоршневі двигуни, а партурбінні двигуни американці вперше встановили на дредноутах «Арканзас» і «Невада». І тільки починаючи з дредноутів типу «Пенсильванія» (1915 р.) на американських дредноутах незмінно встановлювалися паротурбінні двигуни.
Заходи, які приймали повсюдно, щодо посилення озброєння та броньового захисту проєктованих дредноутів спричинили швидке зростання їх водотоннажності, яка досягла величин 25000-28000 т.
У підсумку, до початку першої світової війни співвідношення англійських і німецьких дредноутів, включаючи лінійні крейсери (крейсери дредноутного типу), склало 42 проти 26. Флоти інших морських держав, які брали участь у цій війні, за кількістю дредноутів у багато разів поступалися Англії і Німеччині.
Відмінності між англійськими і німецькими типами дредноутів були зумовлені особливостями військово-морських доктрин цих держав, які визначали цілі бойового застосування цих ЛК. В англійському флоті завжди прагнули нав'язати противнику місце, час і дистанцію бою і в зв'язку з цим надавали велике значення дальності плавання, швидкості і головному калібру артилерії. Німецьке військово-морське командування передбачало, що сильніший англійський флот буде атакувати безпосередньо біля берегів, і в зв'язку з цим першорядне значення приділялося бронюванню коштом дальності плавання і швидкості. Дредноути інших морських держав тією чи іншою мірою повторювали особливості англійських і німецьких ЛК в залежності від тактичних завдань їх бойового використання.
Дредноути Англії в порівнянні з німецькими мали гармати великого калібру (305-343-мм проти 280-305-мм), але поступалися останнім в бронюванні.